# Bolgárok
A bolgárok a bolgár nyelvet beszélő, Kelet-Európában- és a Balkán-félszigeten élő nép. Bulgáriában és az azt környező országokban, őshonos népnek számítanak, azonban a kivándorlás miatt számos más országban is előfordulhatnak közösségeik. A magyarországi bolgárok az ország hivatalosan elismert nemzetiségei közé tartozó nemzeti kisebbség.

## Eredet
A bolgárok eredete mind a mai napig nem teljesen tisztázott. A hagyományos felfogás szerint a mai bolgár nép három nép összeolvadásából jött létre a 7–10. század között: a dunai ősbolgárok, a trákok és a dunai szlávok összeolvadásából.
A politika mindig is befolyásolta azt, hogy éppen a három közül melyik elemre esett a hangsúly. A kommunista Bulgáriában egészen az 1970-es évekig a „hivatalos” elmélet azt tanította, hogy a bolgárok alapvetően szlávok, kevés trák és ősbolgár beütéssel. A második világháború előtt ezzel szemben az ősbolgár elemre esett a hangsúly. A kommunista hivatalos elmélet az 1970-es években változott, akkortól a trák elem a szláv elem szintjére lett emelve.
A bulgáriai kommunizmus bukása (1989) után a kutatások szabaddá váltak. Hivatalos vélemény immár nincs. A kutatók egy része a hagyományos ősbolgár-szláv-trák elméletet tartja érvényesnek. Más kutatók elvetik a trák elemet, arra hivatkozva, hogy az i. sz. 7. században már nem éltek a Balkán-félszigeten trákok. Ismét mások azt tartják, hogy az i. sz. 7–9. sz. között nem jött létre új nép, hanem az ősbolgárok és a mai bolgárok között teljes kontinuitás mutatkozik, azaz az ősbolgárok a mai Bulgária területére való behatolásuk (681) után egyszerűen integrálták az ott élő szervezetlen szláv törzseket (köztük az időközben elszlávosodott trákokat), majd pedig a 9. századra nyelvcsere történt, ami azonban nem jelentett identitásváltozást, ezért az „ősbolgár” szó használata eleve nem indokolt.
Szintén vita tárgya az ősbolgárok eredete. A hagyományos elmélet szerint az onogur-bolgárok türk nép, közülük is az ogur ág egyike. Az 1990-es évek végétől egy új elmélet kezd egyre népszerűbb lenni, eszerint az ősbolgárok indoeurópai nyelvű, iráni nép. A kettő közül az ogur elmélet valószínűbb, hiszen minden korabeli forrás onoguroknak (azaz tíz ogur törzs szövetségének) nevezi őket, csakúgy, mint a magyarokat. Maga a bolgár népnév is az ótörök nyelvből és az ogur névből vezethető le: bol (= gazdag, hatalmas) + ogur.

## Nyelv
A bolgárok nyelve a bolgár nyelv, mely a déli szláv nyelvek keleti ágához tartozik. A bolgár nyelvnek három normája létezik: a bulgáriai sztenderd bolgár nyelv, a Észak-Macedóniában és Albániában beszélt macedón nyelv, s a Bánságban beszélt bánáti bolgár nyelv. A bánáti bolgár nyelvet latin betűkkel írják, a másik két változatot pedig cirill betűkkel.

## Vallás
A hívő bolgárok körülbelül 88%-a keresztény, 12% pedig muzulmán. A keresztény bolgárok nagyjából 95%-a ortodox. A muzulmán bolgárok 99%-ban szunniták, ők a pomákok.

## Nevek
A bolgár nevek jellemzően három névből állnak: utónév + apai név + vezetéknév. (A bánsági bolgároknál az apai név szokása eltűnt, s náluk további sajátosság, hogy a vezetéknév áll elöl, s azt követi az utónév.)
Az apai név másik vezetéknévként használatos, önálló használata (mint például az oroszban) ismeretlen. Az apai név az apa utóneve -ov/-ova vagy -ev/-eva végződéssel ellátott változata, például Ivan – Ivanov(a), viszont egyes idegen nevek után, amennyiben azok végződéssel ellátott változata szokatlanul hangzana, nincs kitéve a végződés. Az apai név halálig megmarad, nem befolyásolja a házasság.
A vezetéknevek nagy többsége utónévből ered. Legelterjedtebb végződés vezetékneveknél az -ov/-ova, ritkábba a -szki/-szka, -ki/-ka és -ics (egyszerre hím- és nőnem) végződés. Előfordulnak ritkán végződés nélküli vezetéknevek is, ezek is természetesen azonos formában használatosak férfiaknál és nőknél. A leggyakoribb vezetéknevek: Ivanov(a) (Иванов(а)), Georgiev(a) (Георгиев(а)), Dimitrov(a) (Димитров(а)), Petrov(a) (Петров(а)), Nikolov(a) (Николов(а)), Hrisztov(a) (Христов(а)), Sztojanov(a) (Стоянов(а)), Todorov(a) (Тодоров(а)), Iliev(a) (Илиев(а)), Vaszilev(a) (Василев(а)). A bánsági bolgároknál a vezetékneveknek nincs nőnemű változata, tehát például akinek Bulgáriában Marija Ivanova a neve, a bánáti bolgároknál ugyanaz Ivanov Marija lesz.
Régebben gyakori volt a vezetéknév nemzedékenkénti változtatása: a született gyermek vezetékneve nem apja vezetékneve, hanem apja apai neve lett (azaz apai nagyapja keresztneve végződéssel ellátva).
Házasság esetén a régi szokás szerint a nő vezetékneve megváltozott, eredeti vezetéknevét lecserélte férje vezetéknevére. Bár ma is ez a legelterjedtebb szokás, ma már előfordul az eredeti vezetéknév megtartása, ill. a két vezetéknév kombinálása kötőjellel. Ma már jogilag a férfi is felveheti felesége vezetéknevét vagy választhatja a kötőjeles kombinálást, ez azonban a gyakorlatban nem terjedt el.
A leggyakoribb bolgár utónevek: Georgi (Георги), Dimitar (Димитър), Petar (Петър), Marija (Мария), Hriszto (Христо), Todor (Тодор), Nikolaj (Николай), Vaszil (Васил), Sztefan (Стефан).

## Szerbiai bolgárok

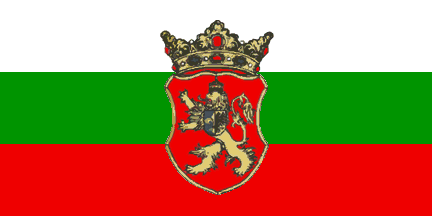
A szerbiai bolgárok zászlaja

A szerbiai bolgárok többsége Bosilegrad és Dimitrovgrad környékén élnek. Kisebb részük a Bánságban és Niš környékén élnek. Összesen kb. 13 ezer ember. Megkülönböztetett részük a bánsági bolgárok, akik saját nyelvet, a bánáti bolgárt beszélik, illetve a vallásuk római katolikus.
A helyi folyóirat neve: Novo Bratsztvo.

## Romániai bolgárok
Két nagyobb csoportjuk van: az ortodox vallású dobrudzsai bolgárok és a katolikus vallású bánsági, vagy bánáti bolgárok, akiknek ráadásul saját nyelvük van. Képviselőjük volt a román parlamentben, Nikolaj Mirkovics (Niculae Mircovici).

## Moldovai bolgárok
Közismert nevük a besszarábiai bolgárok, amelyeknek szintén sajátos nyelvük, a besszarábiai bolgár, akárcsak a bánátiaké a bánáti bolgár. Népes, körülbelül 65 ezer fős kisebbséget alkotnak. Moldovának már miniszterelnököt is adtak Vasile Tarlev személyében.

## Ukrajnai bolgárok
Kb. 200 ezer fős kisebbséget alkotnak, két fő csoportjuk van: a Krím-félszigeten élők és a Moldovával határos vidékeken élők. A szovjet korszakban egy részük ruszifikáción ment keresztül és részben asszimilálódott, aminek következtében egy részük ma már nem beszél bolgárul vagy pedig orosz anyanyelve mellett a bolgárt csak második nyelvként beszéli.

## Magyarországi bolgárok
A bolgárok Magyarország 13 hivatalosan elismert nemzetiségeinek egyike.

## Görögországi és albániai bolgárok
E két országban összesen kb. 40 ezer bolgár él, szinte teljes egészükben a pomák csoporthoz tartoznak, azaz iszlám vallásúak.

## Törökországi bolgárok
Kb. 5 ezer bolgár él itt, többségük pomák, Isztambulban egy kisebb keresztény csoport is van.

## Híres bolgárok
- Anna-Marija Ravnopolszka-Dean
- Christo, amerikai művész
- Georgi Dimitrov, bolgár és szovjet kommunista politikus
- Ohridi Szent Kelemen, a cirill ábécé megalkotója
- Hriszto Botev, bolgár költő és forradalmár
- Hriszto Sztoicskov, bolgár labdarúgó
- John Vincent Atanasoff, az első elektromos számítógép feltalálója
- Julia Kristeva, francia-bolgár filozófus
- Meglena Kuneva, EU-biztos
- Rita Wilson, amerikai színésznő
- Simeon Szakszkoburgotszki, az utolsó bolgár cár
- Todor Zsivkov, bolgár kommunista politikus
- Tzvetan Todorov, francia-bolgár filozófus
- Vaszil Levszki, bolgár forradalmár
- Vasile Tarlev, Moldova miniszterelnöke 2001–2008
- Veszelin Topalov, bolgár sakkozó